# Bambie Thug
Bambie Ray Robinson (Macroom, 6 maart 1993), beter bekend onder de artiestennaam Bambie Thug, is een Ierse singer-songwriter.

## Biografie
Bambie Thugs muzikale carrière begon in 2020 en leverde een jaar later een eerste album op.
In januari 2024 nam Bambie Thug deel aan de Ierse preselectie voor het Eurovisiesongfestival. Die won Thug met het nummer Doomsday Blue, wat de weg vrijmaakte voor vertegenwoordiging namens Ierland aan het Eurovisiesongfestival 2024 in Malmö (Zweden), waar de zanger zich kwalificeerde voor de finale. Bambie Thug was de eerste Ier sinds 2018 die zich kwalificeerde voor de finale. In de finale bereikte de zanger de zesde plaats.

## Persoonlijk
Bambie Thug identificeert zichzelf als non-binair en heeft laten weten bij voorkeur aangeduid te worden met genderneutrale voornaamwoorden (in het Engels they/them).
1965: Butch Moore · 
1966: Dickie Rock · 
1967: Sean Dunphy · 
1968: Pat McGeegan · 
1969: Muriel Day · 
1970: Dana · 
1971: Angela Farrell · 
1972: Sandie Jones · 
1973: Maxi · 
1974: Tina Reynolds · 
1975: The Swarbriggs · 
1976: Red Hurley · 
1977: The Swarbriggs Plus Two · 
1978: Colm Wilkinson · 
1979: Cathal Dunne · 
1980: Johnny Logan · 
1981: Sheeba · 
1982: The Duskeys · 
1984: Linda Martin · 
1985: Maria Christian · 
1986: Luv Bug · 
1987: Johnny Logan · 
1988: Jump the Gun · 
1989: Kiev Connolly & The Missing Passengers · 
1990: Liam Reilly · 
1991: Kim Jackson · 
1992: Linda Martin · 
1993: Niamh Kavanagh · 
1994: Paul Harrington & Charlie McGettigan · 
1995: Eddie Friel · 
1996: Eimear Quinn · 
1997: Marc Roberts · 
1998: Dawn Martin · 
1999: The Mullans · 
2000: Eamonn Toal · 
2001: Gary O'Shaughnessy · 
2003: Mickey Harte · 
2004: Chris Doran · 
2005: Donna & Joe · 
2006: Brian Kennedy · 
2007: Dervish · 
2008: Dustin the Turkey · 
2009: Sinéad Mulvey & Black Daisy · 
2010: Niamh Kavanagh · 
2011: Jedward · 
2012: Jedward · 
2013: Ryan Dolan · 
2014: Can-linn feat. Kasey Smith · 
2015: Molly Sterling · 
2016: Nicky Byrne · 
2017: Brendan Murray · 
2018: Ryan O'Shaughnessy · 
2019: Sarah McTernan · 
2021: Lesley Roy · 
2022: Brooke · 
2023: Wild Youth · 
2024: Bambie Thug · 
2025: Emmy